# Vauban (Freiburg)

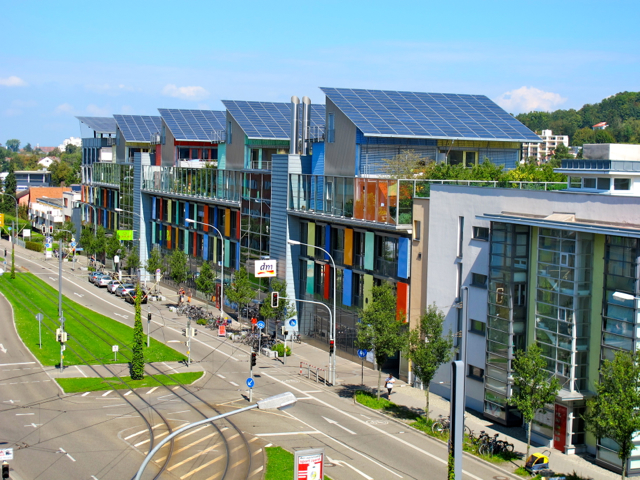
Solarschiff i området Solarsiedlung i Vauban.

Vauban är en stadsdel i södra Freiburg im Breisgau i sydvästra Tyskland med 5 522 invånare (2012). Vauban utvecklades från och med 1990-talet utifrån den tidigare franska garnisonen och har fått sitt namn efter Sébastien Le Prestre de Vauban. Vauban är sedan 2008 en egen stadsdel. 
Vauban ingick tidigare i stadsdelen St. Georgen som blev en del av Freiburg 1938. 1937 hade här kaserner för Wehrmacht byggts. Efter andra världskriget tog den franska militären över garnisonsområdet och gav den namnet Vauban efter Sébastien Le Prestre de Vauban som varit verksam i Freiburg. Området förblev franskt fram till 1992 då de franska trupperna lämnade Tyskland. Innan området blev en ny stadsdel användes det som boende för asylsökande och som nödboende för bostadslösa. 1994 bildades föreningen Forum Vauban. 1998 följde de första nya bostäderna som kompletterar de gamla kasernbyggnaderna som blivit bostäder. Många av husen har byggts genom konceptet byggemenskaper, bland annat projektet Genova. I området bor många barnfamiljer men här finns även ett studentbostadsområde.
Vauban har utvecklats som en grön stadsdel med spårvagnslinje som går genom stadsdelen. Biltrafiken är inte omfattande utan är tänkt att vara så liten som möjligt. Cirka 400 invånare är medlemmar i bilpooler. Utmärkande för området är grönskan och de många grönytorna samt antalet passivhus. En del av Vauban-siedlung är Solarsiedlung, ett område med passivhus som får energi genom solpaneler på taken. Solarsiedlung är skapat av Rolf Disch. 

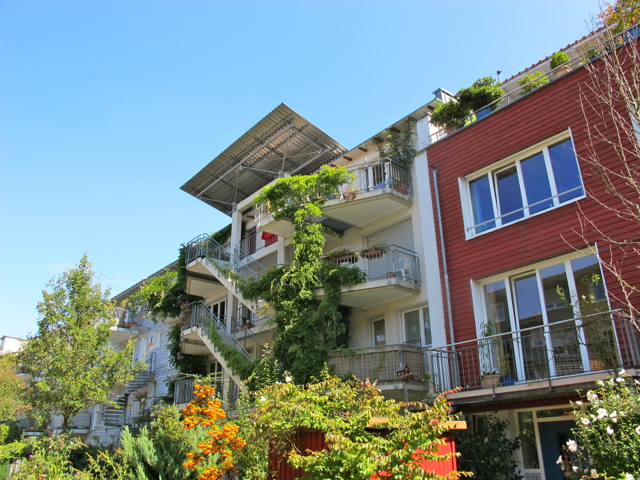
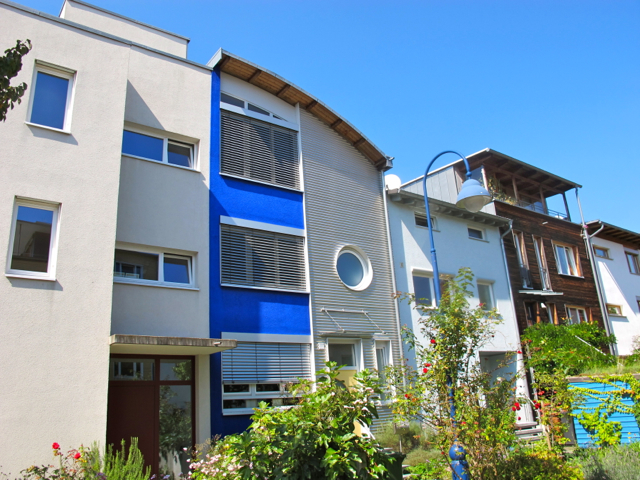
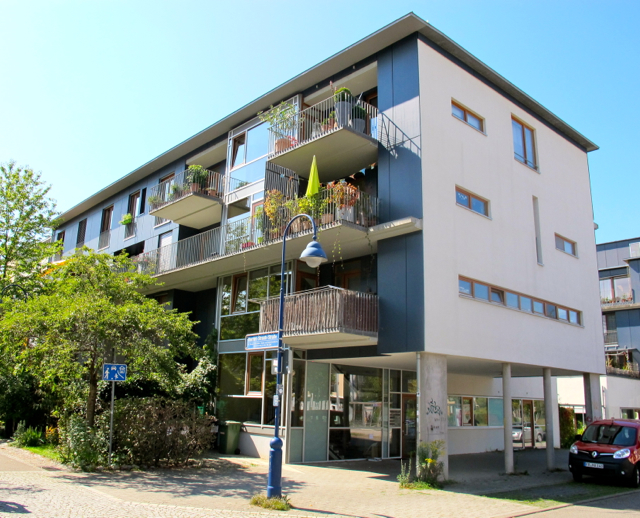
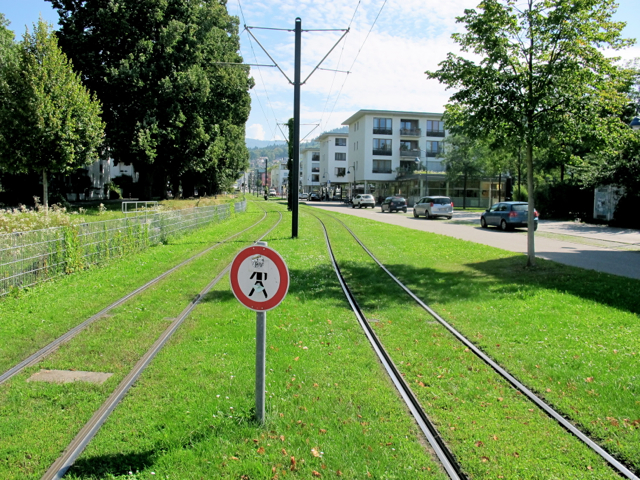